# Cabezabellosa
Cabezabellosa es un municipio español de la provincia de Cáceres, Extremadura, 
Perteneciente a la comarca de Trasierra Tierras de Granadilla, está situado en los Montes de Tras la Sierra, entre el valle del Jerte y el valle del Ambroz, al norte de Plasencia.
El municipio, ubicado bajo el pico Pitolero, tiene una altitud de 856 m y una extensión de 34 km2.
Marcado durante siglos por una economía primaria, principalmente relacionada con el ganado cabrero, en los últimos años el sector servicios ha tenido una mayor presencia, principalmente a través del turismo (mirador de la ermita del Castillo, turismo rural, etc.) y deportivo (Campeonato de España de Parapente 2024 en Cabezabellosa).

## Toponimia
El nombre de Cabezabellosa también se encuentra en el pueblo salmantino Cabezabellosa de la Calzada. Riesco Chueca sitúa su origen en metáforas capilares, del tipo del francés pelouse ‘césped’, partiendo del latín VILLŌSUS 'velludo, hirsuto'. En tales denominaciones puede haber tenido influencia el frecuente hecho de que los accidentes del relieve o del roquedo vayan acompañados de una cubierta vegetal diferenciada: pequeños o grandes parches de matorral aislado, o de vegetación herbácea densa pueden haber suscitado la comparación con barbas, cabellos o vellos.
Similar origen tendrán topónimos como Peñavellosa y Valvellosa (Molinaferrera, León) y también el cerro de Capeloso (La Faba, León) o el pueblo de Capileira (Granada). Puede compararse también el topónimo, frecuente en Portugal, Barbosa, que sin duda tiene un referente vegetal, a la vista de su sufijo. El árabe vulgar ŠA‛RA, del que procede el castellano jara, es el femenino de un adjetivo que significa ‘velloso, peludo’, pero pasó a significar en el norte de África y al-Ándalus ‘bosque, bosquecillo’ y luego ‘matorral, mata’. El uso metafórico en Cabezavellosa se basa en una coordinación de símiles: un altozano es equiparado a una cabeza y su vegetación, al vello de ésta (entendido como pelo hirsuto, crespo o rizado). Tal hipótesis, que implica una coordinación o refuerzo metafórico, parece darse también en el abundante topónimo Cabezamesada (en Toledo y otras partes), que habrá de entenderse como 'cabeza cuyo pelaje parece arrancado'; ello siempre aludiendo a la cubierta vegetal del altozano en cuestión, y sobre la base del antiguo mesar 'arrancar[se] los pelos'.
En el campo de la etimología popular, se han citado varias interpretaciones. Los primeros escritos donde consta lo nombran como Cabeza Vellosa o Cabezavellosa, se cree que fue cambiado a Cabezabellosa para evitar conceptos peyorativos, y consiguiendo todo lo contrario.
Existen diversas teorías para su origen, una leyenda de tradición oral dice que los habitantes acudían a Cáparra, para cortarse el pelo pues en el pueblo no había barbero, al encontrarse a cierta distancia acudían de mucho en mucho, cuando las gentes los veía aproximarse decían: "Ahí vienen los Vellosos, ahí vienen". El término "cabeza" parece hacer referencia al cerro, al abrigo del que se encuentra, pues en castellano "cerro" es también "cabezo" o "cabeza". Así Cabezabellosa sería "el cerro de los bellosos". 
Otras teorías señalan que se refería a una antigua cabeza de ganado llamada Los Vellos o a un carácter belicoso de este pueblo, del latín Capus Belicosa, también "vellosa" podría hacer referencia al tipo de vegetación del cerro. La más acertada parece ser la primera, sustentada por la leyenda de tradición oral y el gentilicio que parece dar el nombre al sitio, no viceversa.

## Símbolos
El escudo de Cabezabellosa fue aprobado mediante la "Orden de 25 de mayo de 2004, por la que se aprueba el Escudo Heráldico, para el Ayuntamiento de Cabezabellosa", publicada en el Diario Oficial de Extremadura de 22 de junio de 2004 luego de haber aprobado el escudo el pleno municipal el 26 de septiembre de 2003 y haber emitido informe el Consejo Asesor de Honores
y Distinciones de la Junta de Extremadura el 29 de abril de 2004. El escudo se define oficialmente así:

Escudo cortado. Primero, de azur, castillo de plata mazonado de sable y aclarado de gules, acostado de doce estrellas de ocho puntas, de oro, puestas en cuatro palos, de dos y cuatro, a la diestra, y de cuatro a dos a la siniestra. Segundo, de plata, un roble de sinople, englandado de oro. Al timbre, corona real cerrada.

## Geografía

### Límites
El término municipal de Cabezabellosa  está a una altitud de 856 m entre los valles del Jerte y el  valle del Ambroz y cuenta con una extensión de 34 Km2. 
Limita con:
- Oliva de Plasencia y Villar de Plasencia al oeste;
- Jarilla al norte;
- El Torno y Casas del Castañar al este;
- Plasencia al sur.

## Medio natural
Su clima es benigno; con veranos menos calurosos, al situarse en la montaña; e inviernos templados, por localizarse geográficamente al abrigo que configura la diferencia altitudinal entre submesetas frente a los vientos del norte. 
El paisaje más inmediato consiste, en prados y bosques caducifolios de robles, fresnos y castaños, regados por pequeñas gargantas y con promontorios y páramos donde afloran formaciones graníticas. Aquí y allá, se distribuyen pequeñas huertas y cultivos de frutales. El conjunto se enmarca en extraordinarias vistas a los valles Ambroz y Jerte.
Debido a la estratificación altitudinal a altas cotas predomina el bioma estepario y el matorral de Lavandula sp., Cytisus sp. o Erica sp., según la zonación. Hacia cotas bajas hay una transgresión por bosque mixto de perennes y caducifolios que conduce a dehesas de encina o alcornoque a orillas del Jerte y a matorral mediterráneo en el valle Ambroz. Esta diversidad de ecosistemas se traduce en una rica flora y fauna.
El pico Pitolero es la cota más alta de la sierra de Cabezabellosa, desde su vértice geodésico se domina gran parte de la llanura cacereña, en días claros es posible divisar la capital. Algunos parapentistas han logrado sobrevolar la ciudad de Salamanca partiendo de este punto, tras superar el puerto de Béjar.

## Historia
El pueblo ya se conocía por el nombre de Cabezavellosa en el siglo XV según el censo de Plasencia de 1494, que dictaminaba una población de cincuenta vecinos. Durante el siglo XVI el agua que recogía el Acueducto de Plasencia procedía de la sierra de Cabezabellosa y El Torno. 
A la caída del Antiguo Régimen la localidad se constituye en municipio constitucional en la región de Extremadura, entonces conocido como Cabeza Vellosa o Cabezavellosa. Desde 1834 quedó integrado en el partido judicial de Plasencia. En el censo de 1842 contaba con 175 hogares y 959 vecinos.

## Demografía
Cabezabellosa cuenta con una población de 335 habitantes (INE 2024).
| Gráfica de evolución demográfica de Cabezabellosa entre 1842 y 2021 |
| |
| Población de derecho según los censos de población del INE Población de hecho según los censos de población del INEEn este censo se denominaba Cabeza Vellosa: 1842. En estos censos se denominaba Cabezavellosa: 1857, 1860, 1877, 1887, 1897, 1900, 1910 y 1920. |

## Cultura y Patrimonio
Cabezabellosa conserva el urbanismo tradicional de los pueblos castellanos de montaña, con estrechas calles y construcciones de piedra enfocadas. En el caserío destacan de forma peculiar los balcones de piedra.
| Patrimonio | Imagen |
| --- | ------ |
| Iglesia parroquial de San Lorenzo del siglo XVII, situada al Sur de la población, de la que destacan sus tumbas de piedra. |        |
| Ermita Nuestra Señora del Castillo, patrona de la localidad, con un bello retablo del siglo XVIII, el cual representa el árbol de Jesé; está situada al oeste, en un promontorio cercano, también llamado del Castillo.                                              |        |
| Mirador del Castillo de Cabezabellosa, obra de la oficina de arquitectura ACID Consultoría Técnica. Inaugurado en 2002, se ha convertido en uno de los principales reclamos turísticos del norte de la región                                                        |        |
| Ermita de San Antonio, del siglo XVII-XVIII, estilo barroco. |        |
| Ermita de los Mártires, del siglo XVII-XVIII, estilo barroco. |        |
| La casa consistorial se encuentra en la plaza Mayor, que es porticada típica de la zona, sobresaliendo su torre del reloj. |        |
| Palacio familia Carvajal y Girón de Plasencia, ambos del siglo XVI. Palacio y una casa blasonada, con arco de medio punto, de construcción anterior; ambas eran residencias de verano, la casa es hoy en día alojamiento rural y centro para la observación de aves. |        |
| Dos lavaderos, uno del siglo XVII y otro posterior, conocidos ambos como Chorrito. |        |

### Adicionalmente
- Cruz del Cirineo (1.905) como parte del viacrucis en el camino del cementerio.

- Pilas vettonas, labradas en la piedra, para la molienda de bellota, en el paraje de La dehesa.
- Tumbas antropomorfas, talladas sobre roca de granito, en el paraje de Romanejo junto al camino de herradura de Las Hazas con destino al Torno.
- Restos de un primitivo emplazamiento romano y tumbas de diversos orígenes en el paraje de Romanejos.
- La Cañera y El Pontón son construcciones del siglo XVI para la conducción de aguas desde manantiales serranos del término a Plasencia. En la actualidad, el suministro se mantiene hasta el parque botánico y ornitológico de Los Pinos, al cual abastece; ya no transcurre por el famoso acueducto, edificación coetánea perteneciente a la misma obra.
- El Roble del Acarradero o de Romanejos, es un monumento viviente, con una edad estimada en 500-600 años, catalogado como Árbol Singular de Extremadura, es el más significativo ejemplar en su especie de la comunidad, y uno de los más valiosos de toda la península ibérica. Destaca su majestuosidad e impresionante estructura (Altura:20,50m / Perímetro del tronco a 1,30 m: 5,77 m / Diámetro máx. de copa:31 m / Proyección de copa: 804 m²).

### Fiestas locales
- 10 de agosto: San Lorenzo Mártir.
- 8 y 9 de septiembre: fiestas patronales de Nuestra Señora del Castillo.

## Deportes
Existen numerosos senderos para realizar rutas a pie o en mountain bike. Otra actividad con gran relevancia es el vuelo libre, en parapente y ala delta, la sierra de Cabezabellosa configura una serie de condiciones que ha llevado a que sea un lugar asiduo para los practicantes de este deporte, habiéndose celebrado varios campeonatos de carácter nacional. Existen dos zonas para el despegue, hacia el Sureste, en la ladera de Romanejos; y hacia el Noroeste, desde El Pitolero. 
En el Cancho del Búho, en el que encontramos la ermita de Nuestra Señora del Castillo, hay 6 vías de escalada deportiva equipadas. Sus dificultades van del III+ al 6b con unos atardeceres increíbles. Es evidente que se exige respeto y evitar molestias. No beber del pilón entre el pueblo y la zona de escalada.

## Gobierno y administración
La administración política del municipio se realiza a través de un ayuntamiento de gestión democrática, cuyos componentes se eligen cada cuatro años por sufragio universal. El censo electoral está compuesto por todos los residentes empadronados en Cabezabellosa, mayores de 18 años y con nacionalidad de cualquiera de los países miembros de la Unión Europea. Según lo dispuesto en la Ley del Régimen Electoral General, que establece el número de concejales elegibles en función de la población del municipio, en este caso la corporación municipal está formada por 7 ediles.
| Periodo   | Nombre                        | Partido       |
| --------- | ----------------------------- | ------------- |
| 1979-1983 | Senador Rodríguez Peña        | Independiente |
| 2003-2007 | Tomás Talaván Rodríguez       | IU-SIEX       |
| 2007-2011 | Luis Ovejero Candeleda        | PSOE          |
| 2011-2015 | María del Puerto Peña Recio   | PSOE          |
| 2015-2019 | María Ángeles Talaván Montero | PSOE          |
| 2019-2023 | María Ángeles Talaván Montero | PSOE          |
| 2023-act. | María Ángeles Talaván Montero | PSOE          |

| Concejal                        | Partido | Partido |
| ------------------------------- | ------- | ------- |
| María Ángeles Talaván Montero   |         | PSOE    |
| Francisco Javier García Montero |         | PSOE    |
| Victorino González González     |         | PSOE    |
| Natalia Sánchez Garrido         |         | PSOE    |
| Luis Javier Ovejero García      |         | PP      |
| María Collado González          |         | PP      |
| Ana Esther Serrano Candeleda    |         | PP      |

| Partido político                                                                             | 1979    | 1979       | 1983    | 1983       | 1987    | 1987       | 1991    | 1991       | 1995    | 1995       | 1999    | 1999       | 2003    | 2003       | 2007    | 2007       | 2011    | 2011       | 2015    | 2015       | 2019    | 2019       | 2023    | 2023       |
| Partido político                                                                             | % votos | concejales | % votos | concejales | % votos | concejales | % votos | concejales | % votos | concejales | % votos | concejales | % votos | concejales | % votos | concejales | % votos | concejales | % votos | concejales | % votos | concejales | % votos | concejales |
| Partido Socialista Obrero Español (PSOE)                                                     | -       | -          | 24,95   | 2          | 54,57   | 4          | 56,85   | 4          | 40,13   | 3          | 37,88   | 3          | 43,60   | 3          | 60,00   | 4          | 53,58   | 4          | 56,03   | 4          | 57,65   | 4          | 55,24   | 4          |
| Partido Popular (PP) (Alianza Popular hasta 1989) (Junto a Extremadura Unida en 2007 y 2011) | -       | -          | 35,01   | 2          | 25,17   | 2          | 43,15   | 3          | 41,48   | 3          | 42,17   | 3          | 36,34   | 3          | 40,00   | 3          | 46,42   | 3          | 43,97   | 3          | 42,35   | 3          | 44,76   | 3          |
| Izquierda Unida - Socialistas Independientes de Extremadura (IU-SIEX)                        | -       | -          | -       | -          | -       | -          | -       | -          | -       | -          | -       | -          | 20,06   | 1          | -       | -          | -       | -          | -       | -          | -       | -          | -       | -          |
| Socialistas Independientes de Extremadura (SIEX)                                             | -       | -          | -       | -          | -       | -          | -       | -          | 10,76   | 1          | 19,95   | 1          | -       | -          | -       | -          | -       | -          | -       | -          | -       | -          | -       | -          |
| Izquierda Unida - Los Verdes - Compromiso Extremadura (IU-LV)                                | -       | -          | -       | -          | -       | -          | -       | -          | 7,62    | 0          | -       | -          | -       | -          | -       | -          | -       | -          | -       | -          | -       | -          | -       | -          |
| Centro Democrático y Social (CDS)                                                            | -       | -          | -       | -          | 20,27   | 1          | -       | -          | -       | -          | -       | -          | -       | -          | -       | -          | -       | -          | -       | -          | -       | -          | -       | -          |
| Independientes                                                                               | -       | -          | 40,04   | 1          | -       | -          | -       | -          | -       | -          | -       | -          | -       | -          | -       | -          | -       | -          | -       | -          | -       | -          | -       | -          |
| Agrupación                                                                                   | 64,11   | 5          | -       | -          | -       | -          | -       | -          | -       | -          | -       | -          | -       | -          | -       | -          | -       | -          | -       | -          | -       | -          | -       | -          |
| Unión de Centro Democrático (UCD)                                                            | 35,89   | 2          | -       | -          | -       | -          | -       | -          | -       | -          | -       | -          | -       | -          | -       | -          | -       | -          | -       | -          | -       | -          | -       | -          |

## Economía
Cuenta con un pasado eminentemente pastoril y ganadero, habiendo sido conocido en toda la provincia por su gran cabaña caprina. El régimen de explotación agraria era el de minifundios diversificados con el objetivo de suplir las necesidades de una economía de subsistencia, así la diversificación consistía en huertas, cultivos de leguminosas, cereales y patatas, olivos, frutales y explotaciones de castaños para el fruto y madera. 
Las explotaciones caprinas y porcinas han sufrido un gran declive en las últimas décadas, conservándose prácticamente solo las explotaciones de vacuno. El culto a San Antonio denota el gran carácter ganadero de este pueblo. Las explotaciones de vacuno se extendían más allá de su término para el aprovechamiento de pastos de invierno en las inmediaciones de Monfragüe y otras fincas.
Hoy en día ha cobrado gran significancia las explotaciones de frutales, cerezo y ciruelo, con las denominaciones de origen Picota del Jerte y Claudia del Ambroz, respectivamente.
El sector de la construcción ha sido siempre de gran importancia y lo es aún en la actualidad.
Con el auge del turismo se han desarrollado algunos nuevos negocios en los últimos años, que vienen a completar el sector servicios que pueda tener cualquier otra población con las mismas características. En la localidad existe aún algunos artesanos, pero no desarrollan actividad comercial alguna.

## Turismo
En los últimos años el turismo se ha ido desarrollando en Cabezabellosa, reforzándola como destino turístico y de vacaciones, ya sea en régimen de alojamiento o de segunda residencia. Su localización y proximidad a lugares de interés ha sido notablemente potenciada por la mejora de las comunicaciones, que por otro lado han facilitado el acceso desde los grandes núcleos de población.
En 2022 el Ayuntamiento de Cabezabellosa fue el ganador del Premio San Pedro de Alcántara 2022 de la Diputación de Cáceres a la promoción de desarrollo económico: "por un proyecto que combina innovación y tradición para revitalizar el turismo en el municipio. Para ello, se ha intervenido en espacios clave como el mirador de la ermita del Castillo, el lavadero tradicional o en el Museo del Cabrero. Además, se promueven actividades para cada estación como las jornadas del cabrero, las de parapente en el pico Pitolero y otras que realzan el atractivo cultural y ecoturístico de la zona."
En la actualidad, cuenta con varias casas rurales, un hostal que también oferta apartamentos y varios bares-restaurantes, además de segundas residencias. 

#### Mirador de la ermita del Castillo
Inaugurado en 2022, su activación disparó las visitas al municipio y se ha convertido en uno de los reclamos más mediáticos del municipio. En 2024 una recreación del mirador presidió el pabellón de Extremadura en la Feria Internacional de Turismo (FITUR) 
"El proyecto se manifiesta como una declaración de intenciones / sensaciones, que facilitará y potenciará la percepción dominante del enclave en primer término y el amplio horizonte en segundo lugar, desde el que se es capaz de distinguir visualmente desde la Sierra de Francia en la provincia de Salamanca, hasta Portugal al oeste, pasando por las comarcas del Ambroz, Tierras de Granadilla, Hurdes, Gata y el Alagón. A través de la combinación de tramos curvilíneos, la pasarela adquiere una forma final compleja y variada que favorece la percepción del entorno natural a lo largo del recorrido y posibilitará la generación de un recorrido visual variado que favorece una experiencia de un tránsito dinámico y cambiante, gracias al ensanchamiento y aparición de un banco sobre el que divisar entre otros, una espectacular puesta de sol, sentir el vacío, experimentar la sensación de caminar sobre las rocas, al tiempo que le coloca en una posición de privilegio ante la amplitud del paisaje, enfatizado por los límites propios de la intervención realizados en vidrio." 

#### Jornadas del Cabrero
Se celebran el segundo fin de semana de diciembre. Inauguradas en 2015, consisten en jornadas populares en homenaje al pasado eminentemente pastoril caprino del municipio, con actividades como mercadillo tradicional y venta de los dulces tradicionales, recreación de estilos de vida tradicionales, vestimentas antiguas, representaciones, exposiciones de elementos tradicionales, visitas guiadas, charlas y ponencias, shows cooking, música tradicional extremeña, comida popular, etc.

#### Parapente
Infraestructura inaugurada en 2023 en pico Pitolero, cuenta con tres orientaciones de vuelo en parapente, pista de despegue con césped artificial y accesos acondicionados.

En 2002 tuvo lugar el I Encuentro de Parapente Pico Pitolero y en 2024 se celebró el I Campeonato de España de Parapente, además de diferentes cita con exhibición y acrobacia parapentística, así como jornadas de difusión.
"La adecuación de este enclave, así como la mejora del camino de acceso al Pico Pitolero han sido posibles gracias a las inversiones realizadas en el marco de proyectos de la Diputación de Cáceres como el Plan de Sostenibilidad Turística Ambroz-Cáparra y a acciones de Diputación Desarrolla, con un presupuesto de 56.000€ y 300.000€ respectivamente. El acondicionamiento de la pista de despegue se ha realizado en su cara noroeste de manera sostenible con el medioambiente, mediante la utilización de materiales respetuosos con la zona de protección “ZEC Sierra de Gredos-Valle del Jerte” o su integración en el propio medio ambiente." 